# 野平孝雄
野平 孝雄（のひら たかお、1943年または1944年 – 2013年5月12日）は、日本出身の元卓球選手、指導者。現役時代は日本代表として世界卓球選手権で銀メダルを獲得。全日本監督も務めた。野平明雄は実兄。

## 経歴
専修大学在学時の1964年度、全日本学生卓球選手権大会シングルスで優勝。
1965年度、リュブリャナ (ユーゴスラビア) で開催された第28回世界卓球選手権男子シングルスで李富栄(中国)に敗れ16強。団体は荻村伊智朗・木村興治・小中健・高橋浩とともに銀メダル。
大学卒業後、シチズン時計、唐橋卓球に所属。1983年から全日本のコーチ、監督、国際競争力委員長を歴任。2013年5月2日死去、享年69歳。